# Nigel Reo-Coker
Nigel Shola Andre Reo-Coker (ur. 14 maja 1984 roku w Croydon) – angielski piłkarz występujący na pozycji pomocnika.

## Dzieciństwo
Reo-Coker urodził się w Thornton Heath w Croydon. Sześć lat dzieciństwa spędził mieszkając w Sierra Leone, gdzie jego ojciec, Ransford pracował jako doktor. W roku 1990 jego rodzice rozdzieli się i Reo-Coker wraz ze swoją matką Agnes-Lucindą oraz z siostrami Natalie i Vanessą powrócił do Londynu.

## Kariera klubowa

### Wimbledon
W wieku 13 lat w czasie gry dla reprezentacji Croydonu został wypatrzony przez dyrektora akademii londyńskiego klubu Wimbledon. Początkowo do roku 2002 grał w zespołach juniorskich, następnie został włączony do pierwszego składu. Zadebiutował w nim 21 kwietnia tego samego roku w meczu ligowym z Barnsley. Rok później występował o wiele częściej. Z czasem Reo-Coker stał się również kapitanem swojego zespołu. W czasie gry w Wimbledonie zadebiutował również w reprezentacji Anglii U-21. W czerwcu 2003 roku trener Portsmouth Harry Redknapp zaakceptował propozycję West Ham aby Reo-Coker przeszedł do tego klubu. Problemy finansowe spowodowały jednak, że piłkarz pozostał w Wimbledonie, mimo iż był bardzo blisko podpisania kontraktu z tamtym zespołem.

### West Ham United

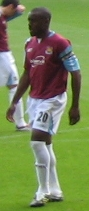
Reo-Coker grający dla West Ham

W styczniu 2004 roku przeszedł do West Ham United mówiąc: "To jest wielki klub i tutaj jest okazja na powrót do Premiership. Jestem zachwycono, że podpisałem ten kontrakt i nie mogę się doczekać szansy gry. W graczach oraz trenerze West Hamu jest wielki potencjał". W nowym klubie zadebiutował 31 stycznia w meczu z Rotherham United. Szybko stał się podstawowym zawodnikiem zespołu Alana Pardewa i został mianowany klubowym kapitanem. W sezonie 2004/2005 strzelił trzy gole i pomógł swojej drużynie awansować do Premier League poprzez play-offy. W maju 2006 roku zagrał również w przegranym z Liverpoolem finale Pucharu Anglii.
Sezon 2006/2007 West Ham rozpoczął źle i Reo-Coker był wyróżniany jako sprawca tego niepowodzenia, zespół znajdował się w strefie spadkowej, kiedy to zwolniono trenera Alana Pardewa. W dalszej części sezonu Reo-Coker wrócił do swojej formy i jego zespół wygrał siedem z dziewięciu meczów i w ostatni dzień sezonu obronił się przed spadkiem. W maju 2007 roku Reo-Coker zwrócił się do zarządu klubu z prośbą o transfer. W czerwcu Aston Villa złożyła ofertę kupna jego za 7 milionów funtów. W lipcu oba kluby osiągnęły porozumienie w sprawie transferu Reo-Cokera i ten podpisał kontrakt na kwotę w okolicach 8,5 miliona funtów.

### Aston Villa
Na konferencji prasowej po podpisaniu kontraktu powiedział, że jego były klub, West Ham "odstawiał go na bok". O transferze powiedział "Aston Villa ma aspiracje do gry w europejskich pucharach. Posiada utalentowany skład i Martin O'Neill powiedział mi jakie ma cele i wierzę, że osiągniemy to". W nowym klubie Reo-Coker zadebiutował 11 sierpnia w meczu z Liverpoolem, pierwszą bramkę zdobył natomiast w spotkaniu Pucharu Ligi z Wrexhamem. 21 stycznia 2008 roku w meczu z Liverpoolem był kapitanem Aston Villi z powodu absencji Garetha Barry'ego. Debiutancki sezon zakończył z 36 ligowymi występami. 15 września 2008 roku w meczu z Tottenhamem Hotspur zdobył swoją pierwszą bramkę w Premier League. W sezonie 2008/2009 wystąpił łącznie w 26 meczach ligowych.

### Bolton Wanderers
27 lipca 2011 roku podpisał dwuletni kontrakt z Boltonem Wanderers.

## Kariera reprezentacyjna
W reprezentacji Anglii do lat 21 Reo-Coker wystąpił 23 razy oraz zdobył jedną bramkę. Był kapitanem na Mistrzostwach Europy 2007, na których Anglia dotarła do półfinału.
W maju 2006 roku został powołany do szerokiego składu dorosłej kadry na mundial 2006 jako zawodnik oczekujący. Problemy zdrowotne spowodowały jednak, że zastąpił go Phil Neville.